# Sopak
Sopak – gaun wikas samiti we wschodniej części Nepalu w strefie Meći w dystrykcie Ilam. Według nepalskiego spisu powszechnego z 2001 roku liczył on 619 gospodarstw domowych i 3378 mieszkańców (1666 kobiet i 1712 mężczyzn).